# Вивиан Романс
Вивиан Романс (фр. Viviane Romance, урождённая Полин Ронашер Ортманс (Pauline Ronacher Ortmanns), 4 июля 1912 — 25 сентября 1991) — французская актриса.

## Биография
Родилась 4 июля 1912 года в городе Рубе на севере Франции. В 13 лет она дебютировала в качестве танцовщицы в театре Сары Бернар, а затем выступала в Мулен Руж. В 1930 году Романс завоевала титул «Мисс Париж», а год спустя дебютировала на большом экране. Первый успех к ней пришёл в 1936 году после роли в фильме «Славная компания». В последующие годы, вплоть до конца 1950-х, Романс была одной из ведущих французских киноактрис, добившись популярности благодаря исполнению ролей роковых женщин в таких фильмах, как 
«Сети шпионажа» (1938), «Мальтийский дом» (1938), «Кармен» и «Семь смертных грехов» (1952). Актрисе неоднократно поступали предложения на съёмки в Голливуде, но она отказывалась, желая работать только в Европе. Помимо работы во французском кино, Романс некоторое время жила и снималась в Италии.
Умерла Вивиан Романс 25 сентября 1991 года в Ницце в возрасте 79 лет.